# Godfrey Bitok Stephen
Godfrey Bitok Stephen (2000. augusztus 22. –) nigériai labdarúgó, jelenleg a török Gaziantep csapatában játszik védőként.

## Pályafutása

### Klubcsapatokban
2020 januárjában Stephen kétéves szerződést írt alá az Isloch Minsk Raionnal, 2021 végéig érvényes.
2021 februárjában Stephen 2024 végéig szóló szerződéssel csatlakozott a Jagiellonia Białystok csapatához. 2021. december 18-án a Dinamo Tbiliszi bejelentette, hogy egy évre szóló kölcsönszerződést kötött a nigériai játékossal. Kölcsönének lejárta után 2023. február 1-jén közös megegyezéssel felbontotta szerződését a Jagielloniával 
2023. július 1-jén a Diósgyőri VTK bejelentette Stephen megfelelt a próbajátékon ezért a klubnál folytatja pályafutását. Erről ő így nyilatkozott:

„Boldog vagyok, hogy a próbajáték során sikerült meggyőzni a DVTK szakmai stábját arról, hogy szerződést ajánljanak, amit örömmel fogadtam el. Az érkezésem óta eltelt idő nem csak arra volt elég, hogy megismerjék a játékomat, hanem arra is, hogy én is megismerjem a DVTK-t, a helyi körülményeket, és benyomásokat szerezzek az társaimról és a szakmai stáb elképzeléseiről. Napról napra egyre inkább úgy éreztem, számomra Diósgyőr a legoptimálisabb hely, ahol maradni szeretnék, és ezért mindent megtettem az edzéseken és az edzőmeccsen is. Ezért is választottam a DVTK-t a ciprusi lehetőség helyett”

2023. augusztus 18-án a Zalaegerszegi TE elleni 3–1-re megnyert mérkőzésen átlövésből gólt szerzett. A szezon során Godfrey a diósgyőri klub alapemberévé vált, az említett egy gólja mellett hat gólpasszt is kiosztott. Ezek miatt meglepetésként hatott amikor 2024. július 24-én bejelentették, hogy a felek közös megegyezéssel szerződést bontanak. A DVTK közleménye rejtélyes, s a klub úgy fogalmaz, a felek közös megállapodással bontottak szerződést, emiatt sokan úgy gondolták, fegyelmi okok állhatnak a háttérben – a sportal.hu a viszont saját információira hivatkozva arról számolt be, hogy Stephen „súlyos betegséggel küzd, ami a sportolásban gátolja”.
2024. július 30-án a Gaziantep FK hivatalos oldalán jelentette be, hogy két éves szerződést kötött a nigériai védővel. A 2024–2025-ös szezonban csak két mérkőzésen léphetett pályára, ugyanis egy rejtélyes lábsérülés miatt egész idényre kidőlt.

## Statisztikái

### Klubcsapatokban
Legutóbb frissítve 2024. augusztus 18-án
| Klub                         | Évad             | Liga                           | Liga  | Liga  | Nemzeti Kupa | Nemzeti Kupa | Kontinentális | Kontinentális | Egyéb | Egyéb | Teljes | Teljes |
| Klub                         | Évad             | Osztály                        | Mérk. | Gólok | Mérk.        | Gólok        | Mérk.         | Gólok         | Mérk. | Gólok | Mérk.  | Gólok  |
| ---------------------------- | ---------------- | ------------------------------ | ----- | ----- | ------------ | ------------ | ------------- | ------------- | ----- | ----- | ------ | ------ |
| Isloch Minsk Raion           | 2019             | Fehérorosz labdarúgó-bajnokság | 24    | 5     | 3            | 0            | —             | —             | —     | —     | 27     | 5      |
| Isloch Minsk Raion           | 2020             | Fehérorosz labdarúgó-bajnokság | 27    | 2     | 4            | 1            | —             | —             | —     | —     | 31     | 3      |
| Isloch Minsk Raion           | Összesen         | Összesen                       | 51    | 7     | 7            | 1            | —             | —             | —     | —     | 58     | 8      |
| Jagiellonia Białystok        | 2020–21          | Ekstraklasa                    | 3     | 0     | 0            | 0            | —             | —             | —     | —     | 3      | 0      |
| Jagiellonia Białystok        | 2021–22          | Ekstraklasa                    | 1     | 0     | 0            | 0            | —             | —             | —     | —     | 1      | 0      |
| Jagiellonia Białystok        | Összesen         | Összesen                       | 4     | 0     | 0            | 0            | —             | —             | —     | —     | 4      | 0      |
| Dinamo Tbiliszi (kölcsönben) | 2022             | Erovnuli Liga                  | 13    | 0     | 1            | 0            | 0             | 0             | —     | —     | 14     | 0      |
| Dinamo Tbiliszi (kölcsönben) | Összesen         | Összesen                       | 13    | 0     | 1            | 0            | 0             | 0             | 0     | 0     | 14     | 0      |
| Diósgyőri VTK                | 2023–24          | NB I                           | 31    | 1     | 2            | 0            | —             | —             | —     | —     | 33     | 1      |
| Diósgyőri VTK                | Összesen         | Összesen                       | 31    | 1     | 2            | 0            | 0             | 0             | 0     | 0     | 33     | 1      |
| Gaziantep FK                 | 2024–25          | Süper Lig                      | 2     | 0     | 0            | 0            | —             | —             | —     | —     | 2      | 0      |
| Karrier összesen             | Karrier összesen | Karrier összesen               | 101   | 8     | 10           | 1            | 0             | 0             | 0     | 0     | 111    | 9      |